# Rozsdásfejű motmot
A rozsdásfejű motmot (Baryphthengus martii) a madarak osztályának verébalakúak (Passeriformes)  rendjébe és a motmotfélék (Momotidae) családjába tartozó faj.

## Rendszerezése
A fajt Johann Baptist von Spix német biológus írta le 1824-ben, a Prionites nembe Prionites martii néven.

## Alfajai
- Baryphthengus martii martii (Spix, 1824)
- Baryphthengus martii semirufus (P. L. Sclater, 1853)[2]

## Előfordulása
Costa Rica, Honduras, Nicaragua, Panama, Bolívia, Brazília, Ecuador, Kolumbia és Peru területén honos. Természetes élőhelyei a szubtrópusi és trópusi síkvidéki és hegyi esőerdők, valamint száraz erdők. Állandó, nem vonuló faj.

## Megjelenése
Testhossza 47 centiméter, testtömege 146-173 gramm.
|  |

## Életmódja
Gerinctelen állatokkal és kisebb gerincesekkel táplálkozik, de sok gyümölcsöt is fogyaszt.

## Szaporodása
Erdőben lévő folyók partoldalába hosszú üreget vájnak, majd a csupasz földre rakja tojásaikat.

## Természetvédelmi helyzete
Az elterjedési területe rendkívül nagy, egyedszáma pedig stabil. A Természetvédelmi Világszövetség Vörös listáján nem fenyegetett fajként szerepel.